# Phil Neumann
Phil Yannik Neumann (Recklinghausen, 8 luglio 1997) è un calciatore tedesco, difensore del Birmingham City.

## Caratteristiche tecniche
È un terzino destro.

## Carriera

### Club
È cresciuto nelle giovanili dello Schalke 04; ha in seguito giocato nella seconda divisione tedesca con Ingolstadt 04 ed Holstein Kiel.

### Nazionale
Partecipa con la nazionale Under-19 tedesca al campionato europeo 2016 di categoria, mettendo a segno un gol. Successivamente ha giocato anche nella nazionale tedesca Under-20.